# Code des délits et des peines
Lire en ligne

https://gallica.bnf.fr/ark:/12148/bpt6k56729589/f4.image

Code d'instruction criminelle
Publié en reprenant le titre d'un ouvrage du Marquis de Beccaria, le Code des délits et des peines français a été mis en place par la Convention nationale le 3 brumaire an IV (25 octobre 1795), peu de temps après la Constitution de l'an III qui fonde le Directoire. Ce code sera remplacé par le Code d'instruction criminelle de 1808.

## Présentation générale
Avec 646 articles, c'est à la fois un code qui traite de l'organisation judiciaire, de la procédure criminelle et des peines. Il distingue les missions de police administrative, qui relèvent de la prévention des crimes et des délits, des missions de police judiciaire, qui relèvent de la répression de ces crimes et délits. Encore en œuvre aujourd'hui, cette distinction est d'ordre fonctionnel : un même organisme, par exemple la gendarmerie nationale, peut être amené à exercer des missions de police de ces deux types.
Pour les peines, il se caractérise par la création de peines de prison, dont la forme la plus sévère, appelée « peine de la gêne », est une réclusion d'une durée de cinquante ans, incompressible, dans une cellule sans fenêtre ni communication d'aucune sorte avec d'autres personnes extérieures ou recluses.
Les peines afflictives et infamantes étaient traitées dans les articles 602, 603 et 604. L'article 602 énumérait, comme peine infamante, la dégradation civique ou le carcan ; l'article 603 énonçait, comme peines afflictives, ne pouvant être prononcées que par un tribunal criminel, la mort, la déportation, les fers, la réclusion dans les maisons de force ; la gêne, détention. Enfin, l'article 604 disposait : « Toute peine afflictive est en même temps infamante ».

## Plan
- I. De la Police
  - De la Police judiciaire
  - Des Commissaires de police
  - Des Gardes champêtres et forestiers
  - Des Juges de paix
    - Mandats d'amener
    - Origine des poursuites

  - Procès verbaux et visites domiciliaires
  - Mandats d'amener
  - Des officiers de police
  - Des capitaines et lieutenants de gendarmerie
- II. De la Justice
  - Des Tribunaux de police
  - Des Tribunaux correctionnels
  - Des tribunaux criminels
  - Procédure devant les T criminels
  - De l'examen
  - Du jugement et de l'exécution
  - De la Cassation des jugements
- III. Des Peines
  - Dispositions générales
  - 1. Peines de simple police
  - 2. Des Peines correctionnelles
  - 3. Des Peines infamantes et afflictives
    - Crimes contre la Constitution
    - Crimes conte la sûreté intérieure
- Appendice I. Crimes des fonctionnaires publics
- Appendice II. De la Manière de prononcer lorsque les accusés sont déclarés excusables
- Annexe: Sur la police rurale (Titre II de la loi du 28 septembre 1792, 44 articles)